# Кадирово (Білокатайський район)
Кади́рово (рос. Кадырово) — присілок у складі Білокатайського району Башкортостану, Росія. Входить до складу Атаршинської сільської ради.
Населення — 128 осіб (2010; 169 в 2002).
Національний склад:
- башкири — 76 %